# Николаевский сельский совет (Новомосковский район)
Николаевский сельский совет (укр. Миколаївська сільська рада) — входит в состав
Новомосковского района
Днепропетровской области
Украины.
Административный центр сельского совета находится в 
с. Николаевка.

## Населённые пункты совета
- с. Николаевка
- с. Затишное
- с. Королёвка
- с. Новое